# Huntly (stacja kolejowa)
Huntly (ang: Huntly railway station) – stacja kolejowa w Huntly, w hrabstwie Aberdeenshire, w Szkocji, w Wielkiej Brytanii. Stacja zarządzana jest przez First ScotRail i znajduje się na Aberdeen to Inverness Line.
Pierwotny budynek dworca został zburzony i zastąpiony przez mniejszy budynek kasowy (pracuje w niepełnym wymiarze godzin) i poczekalnię.
Mała stoczni znajduje się w sąsiedztwie dworca kolejowego i obsługiwana jest przez EWS/DB Schenker. Ruch na rzecz stoczni pojawia się rzadko.
Stacja została otwarta przez Great North of Scotland Railway 20 września 1854.